# Zur Strecke gebracht
Zur Strecke gebracht è un film muto del 1917 scritto e diretto da Harry Piel.

## Produzione
Il film fu prodotto dalla Naturfilm Friedrich Müller GmbH.

## Distribuzione
Il film - la cui visione venne vietata ai minori - passò la commissione di censura nel maggio 1917 e fu presentato al pubblico al Tauentzienpalast di Berlino nell'agosto 1917. In Austria, uscì in sala l'8 febbraio 1918.